# Huez
Huez är en kommun i departementet Isère i regionen Auvergne-Rhône-Alpes i sydöstra Frankrike. Kommunen ligger i kantonen Le Bourg-d'Oisans som tillhör arrondissementet Grenoble. År 2022 hade Huez 1 264 invånare.

## Befolkningsutveckling
Antalet invånare i kommunen Huez
Referens:INSEE